# Кошев атаман
Кошевият атаман е военна, изборна длъжност, най-високата в Запорожката Сеч в периода XVI-XVIII век. До средата на ХVІІ век кошевите атамани често са наричани хетмани.

## Наименование
Наименованието кошев идва от думата кош, означаваща голямо казашко сдружение – казашка общност и в същото време военна част, разположена на определена територия. Отнася се също и до полеви казашки лагер по време на военни действия.

## Избори и мандат
Изборите за кошев атаман се провеждат на 1 януари всяка година на специално свиквана рада (съвет) на Запорожката армия. Те преминават със специални ритуали, като накрая на избрания атаман се връчва символът на казашката власт – железен или дървен боздуган, който се пази в църквата, поставен на странична дървена пейка, боядисана в зелено.
Мандатът на кошевия атаман е една година, но не е задължително той да управлява през целия период. Въпросът за неговата смяна може да бъде повдигнат от казаците по всяко време, ако против действията му съществуват сериозни аргументи. Това може да бъде престъпление, незадоволително лидерство, предателство, смърт.
След края на мандата си кошевият атаман съставя отчет за дейността си и го представя пред военната рада. След избора на нов кошев атаман, старият се връща отново в позицията си на редови казак. От друга страна той може да бъде преизбиран многократно. По изключение, някои кошеви атамани са заемали тази длъжност в продължение на 10 – 15 години, като например Иван Сирко (избиран 8 пъти), Кост Гордиенко, Иван Малашевич, Петро Калнишевски. Последният кошев атаман на Запорожката Сеч е Петро Калнишевски, заемал тази длъжност до 1775 г.

## Функции
Кошевият атаман обединява в ръцете си властта над войските, администрацията, съда и духовенството. По време на войната е главнокомандващ на всички войски и флота и действа като неограничен диктатор. Всичките му заповеди са изпълнявани незабавно и безпрекословно. По негова заповед всеки в армията може да бъде екзекутиран за най-малкото нарушение. Но въпреки това той е приеман като „primus inter pares“ (пръв сред равни).
В мирно време най-важните въпроси от военно и политическо естество са представяни пред съвета на старшините и военната рада. Кошевият атаман утвърждава избраните от радата кошеви старшини – военен писар, военен съдия и военен осавул (есаул), които са негови най-близки съветници и помощници. Той е конституционен владетел на Запорожката Сеч и ръководи армията и всички селища. В задълженията му влизат ясно определени отговорности – открива военната рада, председателства съвета на старшините, влиза в дипломатически отношения с чужди държави, разпределя военната плячка и митнически приходи, узаконява разделянето на пасищата, земите и участъците за лов и риболов. Узаконява още разпределението на запорожките имоти, припаси, инвентар, пари и войски между селищата. Изпълнява функциите на върховен граждански и военен съдия, като одобрява присъдите, постановени от локалния съдия, включително смърт. Освен това е приеман за началник на запорожкото духовенство и одобрява и назначава свещениците във всички църкви на Сечта. Одобрява също така и всички държавни служители, назначени на изборни длъжности и издава служебни свидетелства.
По време на Новата Сеч се наблюдава тенденция към узурпиране на властта от кошевия атаман, което се дължи на редица обективни причини. Той е подчинен на хетмана, но много пъти се е случвало да не се съобразява с него и с армията си да съставя почти отделна държава. Постоянното му седалище е в крепостта Сеч на река Днепър.